# YOKOHAMA MUSIC AWARD
YOKOHAMA MUSIC AWARD（ヨコハマ ミュージック アウォード）は、FMヨコハマで毎週月 - 木曜日 26:00 - 26:30に放送されていたラジオ番組。
2000年放送開始以来、数多くのインディーズ・ミュージシャンを紹介している。

## 概要
- 2010年10月の時間移動まではインディーズ・ミュージシャンのエントリーによるマンスリー・コンテストをメインとして、アーティストによる企画コーナー等で構成されていた。
- 番組ではインディーズ・ミュージシャンを、これから飛躍して行く意味を込めて「アップカマー・ミュージシャン」と呼び、インディーズ・ミュージシャンの支援を大きなコンセプトとしている。
- 紹介されたアーティストの中からはASIAN KUNG-FU GENERATION、RADWIMPS、いきものがかり等が、メジャーデビューした。また、複数のアーティストもインディーズ・シーンで活動している。
- ライブハウスの現況を伝える企画｢LIVEHOUSE is DEAD or ALIVE｣ が、2006年度の日本民間放送連盟賞において番組部門のラジオエンターテインメント番組として優秀賞を受賞した[1][2]。
- 以前は金曜27:00 - 29:00に放送していたが、2010年10月より放送時間を繰り上げ22:00 - 23:30に変更、ゴールデンタイム昇格ならびに短縮がされた。
- 2011年4月より『SUNSTAR MIDNIGHT HARBOUR』開始に伴い放送時間が10分短縮された。
- 2011年10月に再び放送時間を深夜に戻すとともに月曜日から木曜日までの帯番組となった。
- 2009年10月より横浜マリンタワーにてフリーライブ「TOWER OF MUSIC」を毎月開催している。
- 2017年4月の改編でDJの植松哲平がTresenへ異動するため、同年3月30日の放送をもって番組終了となった。後番組は本番組のコンセプトを引き継いだKANAGAWA MUSIC LAND。

## パーソナリティ
- 植松哲平（2008年4月 - 2017年3月）
- 福原尚虎（2000年7月 - 2008年3月）

## グランプリ・アーティスト
2010年10月の時間移動まで行われていたコンテストにて、3ヶ月連続でマンスリーアワードを獲得したミュージシャンは「グランプリ・アーティスト」として番組のマンスリーゲストとなり、番組ライブイベント出演の機会を得ることができた。
| 期 | アーティスト              | 初登場月   | 獲得月     |
| -- | ------------------------- | ---------- | ---------- |
| 1  | 鈴木美海                  | 2000年7月  |            |
| 2  | Z.G.P.                    | 2000年10月 |            |
| 3  | Erica                     | 2001年1月  |            |
| 4  | CHURU-CHUW                | 2001年4月  |            |
| 5  | 野村佳子                  | 2001年7月  |            |
| 6  | UNSCANDAL                 | 2001年9月  |            |
| 7  | HARVEST                   | 2002年4月  | 2002年6月  |
| 8  | N.U.                      | 2002年9月  | 2002年12月 |
| 9  | Spread the wings          |            | 2003年3月  |
| 10 | Swamp Dellta Rockcafe     | 2003年10月 | 2003年12月 |
| 11 | 京太朗と晴彦              | 2004年1月  | 2004年3月  |
| 12 | ミッドランド              | 2004年4月  | 2004年6月  |
| 13 | Pianist with Mussolini    | 2004年7月  | 2004年9月  |
| 14 | Kaze                      | 2004年9月  | 2004年12月 |
| 15 | JimJAMz                   | 2005年2月  | 2005年4月  |
| 16 | Atsushi（田村篤士）       | 2005年6月  | 2005年8月  |
| 17 | ARCHAIC SMILE             | 2005年11月 | 2006年1月  |
| 18 | YFG（横浜フォークゲリラ） | 2006年8月  | 2006年10月 |
| 19 | alien head line           | 2007年1月  | 2007年3月  |
| 20 | TRIPPER                   | 2007年5月  | 2007年7月  |
| 21 | WONDERFUL WORD            | 2007年8月  | 2007年10月 |
| 22 | ココロト                  | 2008年2月  | 2008年4月  |
| 23 | 山下雄平                  | 2008年7月  | 2008年9月  |
| 24 | JUN-BOW                   | 2008年11月 | 2009年1月  |
| 25 | 見田村千晴                |            | 2009年7月  |
| 26 | ジャミーメロー            |            | 2009年11月 |
| 27 | Niina                     |            | 2010年2月  |
| 28 | STUD                      |            | 2010年5月  |

## YMA ANNEX
「アップカマー・ミュージシャン」による週替わりコーナー（箱番組）。2011年10月より毎週木曜日に放送していた。終盤は基本的に3か月ごとに担当アーティストが変わっていた。
- ワイズリーブラザーズのICE BREAKING CAMP（2017年1月 - 2017年3月 第1週）[13]
- BLUE WONK（2017年1月 - 2017年3月 第2週）[14]
- sumikaのトゥナイトⅣ.2（2017年1月 - 2017年3月 第3週）[15]
- おもひでプレイリスト（2016年4月 - 2016年6月、2017年1月 - 2017年3月 第4週）[16][17][18]
- ReiのShuffle Reidio!（2016年10月 - 2016年12月 第1週）[19]
- GTT(グレート･ティーチャー･タカイワ)（2016年10月 - 2016年12月 第2週）[20]
- deronderonderon のでろん波っ！（2016年10月 - 2016年12月 第3週）[21]
- うるとら☆ぱおぱおみっどないと（2016年10月 - 2016年12月 第4週）[22]
- ぴゅ〜と吹け！FINLANDS（2016年7月 - 2016年9月 第1週）[23]
- セッションフレンズと過ごす LUCKY TAPES の丑三つアワー（2016年7月 - 2016年9月 第2週）[24]
- never young beach ゆうまの部屋（2016年7月 - 2016年9月 第3週）[25]
- 片想いの片想インダラジオ（2016年7月 - 2016年9月 第4週）[26]
- odol大捜査線（2016年4月 - 2016年6月 第1週）[27][28]
- おかもとえみの水面がキラキラ（2016年1月 - 2016年6月 第2週）[29][30]
- sumikaのトゥナイトIV（2016年4月 - 2016年6月 第3週）[31][32][33]
- 永原真夏の電撃うさぎラジオ（2016年1月 - 2016年3月 第1週）[34]
- SundayカミデのHEY！タクシー（2016年1月 - 2016年3月 第3週）[35][36]
- The fin.のミッドナイトナカザワ（2016年1月 - 2016年3月 第4週）[37][38]
- カネコアヤノの脱走中華街（2015年1月 - 2015年12月 第1週）[39][40]
- LUCKY TAPESのSEA SIDE DISCO（2015年10月 - 2015年12月 第2週）[41][42][43]
- ROTH BART BARON-ELEONORA ROSSIN 三船雅也のATOM RADIO（2015年10月 - 2015年12月 第3週）[44][45]
- SANABAGUN.の do or die（2015年10月 - 2015年12月 第4週）[46][47]
- BACK TO THE 90's by Suchmos （2015年7月 - 2015年9月 第2週）[48][49]
- 仮谷せいらのノビノビのスタイル（2015年7月 - 2015年9月 第3週）[50][51]
- Awesome City Clubの周回遅れRADIO（2015年2月 - 2015年9月 第4週、2016年6月30日）[52][53][54]
- 内村イタルのブルーライトウチムラ（2014年4月 - 2015年6月 第2週）[55]
- 見田村千晴の妄想と現実とチョコレート（2010年4月 - 2015年6月 第3週）[56][57]
- QOOLANDのアフロにならないうちに（2014年4月 - 2015年1月 第4週）[58][59]
- 岩崎愛のRUN! RUN! RADIO!（2014年10月 - 2014年12月 第1週）[60][61]
- pertorikaのラジオリカ（2014年6月 - 2014年8月 第1週）[62]
- ゾンビちゃんの人間やめましたレイディオ（2013年10月 - 2014年5月 第1週）[63]
- CHAN-MIKAのちゃんちゃらおかしい夜が来た（2014年1月 - 2014年3月 第2週）[64][65]
- The Emmanuelle Sunflowerのチョコミント★パラダイス（2012年4月 - 2014年3月 第4週）[66]
- Dr.DOWNERのダウナー先生（2011年10月 - 2013年12月 第2週）[67]
- おとぎ話 有馬和樹のドリームランド（2009年10月 - 2013年9月 第1週[注 2]）[68]
- The Mirraz 畠山承平の夜のおかあさんといっしょ（2009年4月 - 2012年3月 第4週）[69]
- SEBASTIAN Xの銀河応報ラヂオ（2010年4月 - 2011年9月 第1週）[70]
- ココロト アサミヒロアキの黄昏RADIO（2009年4月 - 2009年9月 第2週）
- Maiko,Junko,GoriのYOKOHAMA ANGELS（2007年4月 - 2010年3月 第1週）[71]
- CHICK CHICK FOR PEACEのLet's PEACE TIME（開始時期不明 - 2010年3月 第3週）[72]